# Geografia social
La geografia social és una disciplina que estudia com es relacionen les comunitats amb l'espai físic. Com a camp d'estudi va néixer a finals del segle xix i té nombrosos punts en comú amb altres branques de la geografia humana i amb la sociologia. Estudia àrees com la distribució de la població entre poble i ciutat i les relacions entre ambdós, com s'estructura la riquesa en un territori (per exemple els barris de classe alta i baixa d'un municipi), els models urbanístics i com afecten al paisatge, les oportunitats de feina de cada zona o les percepcions de la gent sobre les regions on habiten, incloent-hi la funció de les fronteres físiques i psicològiques.